# Štěpán Kučera (spisovatel)
Štěpán Kučera (* 13. února 1985 Jablonec nad Nisou) je český spisovatel. Vystudoval žurnalistiku a mediální studia na Karlově univerzitě v Praze, pracuje jako redaktor Salon Práva.
Napsal sbírku povídek Tajná kronika Rychlých šípů… a jiné příběhy (Host, 2006), povídkovou knihu Jidáš byl ufon… a jiné příběhy (Druhé město, 2016) a jeho texty vyšly v řadě sborníků, například v česko-německé čítance Naše krajina slov / Unsere Wortlandschaft (KAL, 2012), v povídkové sbírce Miliónový časy: Povídky pro Adru (Argo, 2014) nebo v povídkové knize Krvavý Bronx (povídka Divocí koně aneb kdo to byl Yankton Bill?, 2020).
Roku 2019 vydal svůj první román Projekt Gilgameš (Druhé město, 2019); jeho hlavním hrdinou je převozník Uršanábi, zmiňovaný v eposu o Gilgamešovi. Nesmrtelný, může cestovat časem a díky tomu potkává výjimečné osobnosti; koná při tom dobré skutky. Do vyprávění se mísí dialog robopsychologa a superinteligentního počítače, jenž je naprogramován, aby hledal smysl lidské existence; místo přesných faktů překvapí nečekanou pointou.

## Dílo
- Tajná kronika Rychlých šípů… a jiné příběhy, 2006
- Jidáš byl ufon… a jiné příběhy, 2016
- Projekt Gilgameš, 2019
- Největší lekce dona Quijota: Důmyslný derviš Sidi Hamet Ibn Enheli a voják Saavedra, 2021
- Gablonz / Jablonec, 2022
- Alžírské arabesky, 2023